# Mehmet Akgün
Mehmet Akgün (Bielefeld, 6 agosto 1986) è un ex calciatore turco, di ruolo centrocampista.